# Süleyman Bey
 (mai 2020).
Si vous disposez d'ouvrages ou d'articles de référence ou si vous connaissez des sites web de qualité traitant du thème abordé ici, merci de compléter l'article en donnant les références utiles à sa vérifiabilité et en les liant à la section « Notes et références ».
Ne doit pas être confondu avec Suleyman Bey.
Süleyman Bey (en arabe : سليمان باي بن سارو باطو صاووجي بك), né au XIIIe siècle et mort vers 1312. Il est le fils de Saru Batu Savcı Bey, qui est le frère d'Osman Ier, le fondateur de l'Empire ottoman.

## Biographie
Süleyman Bey fils de Saru Batu Savcı Bey, frère d'Osman Ier, fondateur de la Dynastie ottomane, son père est décédé lors de la Bataille de Domaniç en 1287 et son frère Bayhoca Bey a été martyrisé très jeune lors de la Bataille du mont Arménie à İnegöl en 1284.
Sa mère était Kutlu Melek.
Süleyman Bey s'est marié Hatice Hatun.